# Premio Goya per la migliore attrice rivelazione
Il premio Goya per la migliore attrice rivelazione (premio Goya a la mejor actriz revelación) è un premio cinematografico spagnolo, assegnato annualmente dall'Academia de las Artes y las Ciencias Cinematográficas de España a partire dal 1995 alla migliore attrice rivelazione di un film di produzione spagnola uscito nelle sale cinematografiche nel corso dell'anno precedente.

## Albo d'oro
I vincitori sono indicati in grassetto, a seguire gli altri candidati.

### Anni 1995-1999
- 1995: Ruth Gabriel - Días contados
  - Candela Peña - Días contados
  - Elvira Mínguez - Días contados
- 1996: Rosana Pastor - Terra e libertà (Land and Freedom)
  - Amara Carmona - Alma gitana
  - María Pujalte - Entre rojas
- 1997: Íngrid Rubio - Más allá del jardín
  - Lucía Jiménez - La buena vida
  - Silke - Tierra
- 1998: Isabel Ordaz - Chevrolet
  - Blanca Portillo - El color de las nubes
  - Paulina Gálvez - Retrato de mujer con hombre al fondo
- 1999: Marieta Orozco - Barrio
  - Goya Toledo - Mararía
  - María Esteve - Nada en la nevera
  - Violeta Rodríguez - Cosas que dejé en La Habana

### Anni 2000-2009
- 2000: Ana Fernández - Solas
  - Antonia San Juan - Tutto su mia madre (Todo sobre mi madre)
  - María Botto - Celos - Gelosia (Celos)
  - Silvia Abascal - La fuente amarilla
- 2001: Laia Marull - Fugitivas
  - Pilar López de Ayala - Besos para todos
  - Antonia Torrens - El mar
  - Luisa Martín - Terca vida
- 2002: Paz Vega - Lucía y el sexo
  - Malena Alterio - El palo
  - Alakina Mann - The Others
  - María Isasi - Salvajes
- 2003: Lolita Flores - Rencor
  - Clara Lago - Il viaggio di Carol (El viaje de Carol)
  - Marta Etura - La vida de nadie
  - Nieve de Medina - I lunedì al sole (Los lunes al sol)
- 2004: María Valverde - La flaqueza del bolchevique
  - Verónica Sánchez - Al sur de Granada
  - Nathalie Poza - Días de fútbol
  - Elisabet Gelabert - Ti do i miei occhi (Te doy mis ojos)
- 2005: Belén Rueda - Mare dentro (Mar adentro)
  - Nuria Gago - Héctor
  - Mónica Cervera - Crimen perfecto - Finché morte non li separi (Crimen ferpecto)
  - Teresa Hurtado de Ory - Astronautas
- 2006: Micaela Nevárez - Princesas
  - Bárbara Lennie - Obaba
  - Isabel Ampudia - 15 días contigo
  - Alba Rodríguez - 7 vírgenes
- 2007: Ivana Baquero - Il labirinto del fauno (El laberinto del fauno)
  - Adriana Ugarte - Cabeza de perro
  - Bebe - La educación de las hadas
  - Verónica Echegui - Yo soy la Juani
- 2008: Manuela Velasco - Rec
  - Gala Évora - Lola, la película
  - Bárbara Goenaga - Oviedo Express
  - Nadia de Santiago - Le 13 rose (Las 13 rosas)
- 2009: Nerea Camacho - Camino
  - Ana Wagener - El patio de mi cárcel
  - Farah Hamed - Retorno a Hansala
  - Esperanza Pedreño - Una palabra tuya

### Anni 2010-2019
- 2010: Soledad Villamil - Il segreto dei suoi occhi (El secreto de sus ojos) 
  - Blanca Romero - After
  - Leticia Herrero - Gordos
  - Nausicaa Bonnin - Tres dies amb la família
- 2011: Marina Comas - Pa negre
  - Aura Garrido - Planes para mañana
  - Carolina Bang - Ballata dell'odio e dell'amore (Balada triste de trompeta)
  - Natasha Yarovenko - Room in Rome (Habitación en Roma)
- 2012: María León - La voz dormida
  - Blanca Suárez - La pelle che abito (La piel que habito)
  - Michelle Jenner - No tengas miedo
  - Alba García - Verbo
- 2013: Macarena García - Blancanieves
  - Carmina Barrios - Carmina o revienta
  - Cati Solivellas - Els nens salvatges
  - Estefanía de los Santos - Grupo 7
- 2014: Natalia de Molina - La vita è facile ad occhi chiusi (Vivir es fácil con los ojos cerrados)
  - Belén López - 15 años y un día
  - Olimpia Melinte - Caníbal
  - María Morales - Todas las mujeres
- 2015: Nerea Barros  - La isla mínima
  - Natalia Tena - 10.000 km 
  - Yolanda Ramos - Carmina y amén
  - Ingrid García-Jonsson - Hermosa juventud
- 2016: Irene Escolar - Un otoño sin Berlín
  - Iraia Elias - Amama 
  - Yordanka Ariosa - El rey de La Habana
  - Antonia Guzmán - A cambio de nada
- 2017: Anna Castillo - El olivo
  - Belén Cuesta - Kiki & i segreti del sesso (Kiki, el amor se hace)
  - Ruth Díaz - La vendetta di un uomo tranquillo (Tarde para la ira)
  - Silvia Pérez Cruz - Cerca de tu casa
- 2018: Bruna Cusí - Estate 1993 (Estiu 1993)
  - Adriana Paz - Il movente (El autor)
  - Itziar Castro - Pelle (Pieles)
  - Sandra Escacena - Verónica

- 2019: Eva Llorach - Quién te cantará
  - Gloria Ramos - Non ci resta che vincere (Campeones)
  - Rosy Rodríguez - Carmen y Lola
  - Zaira Romero - Carmen y Lola

### Anni 2020-2029
- 2020: Benedicta Sánchez - O que arde
  - Pilar Gómez - Adiós
  - Carmen Arrufat - La inocencia
  - Ainhoa Santamaría - Mientras dure la guerra

- 2021: Jone Laspiur - Ane
  - Paula Usero - Il matrimonio di Rosa (La boda de Rosa)
  - Matías Janick - Pessime storie (Historias lamentables)
  - Milena Smit - Non uccidere (Cross the Line)
  - Griselda Siciliani - Sentimental

- 2022: María Cerezuela - Una donna chiamata Maixabel (Maixabel)
  - Ángela Cervantes - Chavalas
  - Almudena Amor - Il capo perfetto (El buen patrón)
  - Nicolle García - Libertad

- 2023: Laura Galán - Piggy
  - Ana Otín - Alcarràs - L'ultimo raccolto
  - Luna Pamies Barberá - El agua
  - Valèria Sorolla - La consagración de la primavera
  - Zoe Stein - Mantícora

- 2024: Janet Novás - O corno
  - Xinyi Ye - Chinas
  - Yeju Ji - Chinas
  - Clàudia Malagelada - Creatura
  - Sara Becker - La contadora de películas